# Химна Гамбије
„For The Gambia Our Homeland“ („За Гамбију, нашу домовину“) је наслов химне Републике Гамбије. Текст химне је написао Вирџинија Џули Хоув (Virginia Julie Howe), а музику је компоновао Џереми Фредерик Хоув (Jeremy Frederick Howe). Усвојена је 1965. одмах после стицања независности од Велике Британије.

## Текст
Оригинални текст химне на енглеском језику:
-{
For The Gambia, our homeland
We strive and work and pray,
That all may live in unity,
Freedom and peace each day.
Let justice guide our actions
Towards the common good,
And join our diverse peoples
To prove man's brotherhood.
We pledge our firm allegiance,
Our promise we renew;
Keep us, great God of nations,
To The Gambia ever true.
}-